# Fabiano Bolla Lora
Fabiano Bolla Lora (São Paulo, 19 de setembro de 1977) é um ex-futebolista brasileiro que atuava na posição de goleiro.
É considerado ídolo no América/RN, onde era comum ouvir o canto dos torcedores: "Ão, ão, ão, Fabiano é paredão".

## Carreira
Foi formado nas categorias de base do Santos FC.
Pelo América de Natal, conquistou três acessos no Brasileirão (2005, 2006 e 2011) e foi capitão na conquista do Campeonato Potiguar de 2012. Vestiu a camisa do clube de 2005 a 2008 e, depois, retornou em 2011, permanecendo por mais um ano.
Pelo Fortaleza, ganhou o Campeonato Cearense de 2010, onde foi principal responsável pelo título defendendo o último pênalti da disputa, conquistando assim o tetracampeonato.
Chegou ao Remo no início de 2013, onde encerrar a carreira em 2015.

### Homenagens
Em 2019, o jornalista Tiago Menezes publicou o livro “Fabiano, o Paredão”, sobre a vida do atleta.

## Títulos
Santos
- Torneio Rio-São Paulo: 1997
- Copa Conmebol: 1998

Inter de Limeira
- Campeonato Paulista - Série A2: 2004

América-RN
- Campeonato Potiguar: 2012
- Copa Rio Grande do Norte: 2006, 2012

Fortaleza
- Campeonato Cearense: 2010

Remo
- Campeonato Paraense: 2014, 2015